# Cervese Sud
Cervese Sud è un quartiere della città di Cesena. 
Si estende su una superficie di 7,94 km², confinando a nord con i quartieri Cervese Nord e Ravennate, a sud con il Centro Urbano e Fiorenzuola, a ovest con il Dismano e a est con il quartiere Al Mare. Conta una popolazione di 13 379 abitanti (dati al dicembre 2017). 
Il suo territorio raggruppa le zone di Vigne, Sant'Egidio e Villa Chiaviche. Proprio nella zona delle Vigne passa il tunnel lungo 1,6 km della Secante di Cesena. Inoltre sempre in questa zona è previsto un nuovo grande parco urbano che rientra nel progetto del quartiere Novello.